# Hataz
 (mars 2024).
Si vous disposez d'ouvrages ou d'articles de référence ou si vous connaissez des sites web de qualité traitant du thème abordé ici, merci de compléter l'article en donnant les références utiles à sa vérifiabilité et en les liant à la section « Notes et références ».
Hataz (vers 575) est un roi d'Aksoum. Les monnaies d'or retrouvées à Adoulis lui donnent comme nom en grec Êthazas, sous lequel on reconnaît le guèze Ḥétâzâ.